# القرين (بعدان)

تعديل مصدري - تعديل

القرين هي إحدى قرى عزلة سير بمديرية بعدان التابعة لمحافظة إب، بلغ تعداد سكانها 1078 نسمة حسب تعداد اليمن لعام 2004.